# Гимн Удмуртии
Гимн Удмуртской Республики (удм. Удмурт Элькунлэн Кункрезез) — торжественное музыкально-поэтическое произведение, наряду с гербом и флагом один из государственных символов Удмуртии. Утверждён постановлением Президиума Верховного Совета Удмуртской Республики 4 ноября 1993 года и повторно утверждён Законом от 29 октября 2002 года, принятым Государственным Советом Удмуртской Республики.
Гимн исполняется на удмуртском и русском языках.

## История создания
До 1993 года Удмуртия не имела своего собственного гимна и в соответствующих случаях на её территории исполнялся государственный гимн СССР.
В стартовавшем в 1992 году конкурсе на создание Государственного гимна Удмуртской Республики участвовало около 10 работ. Победа была присуждена версии композитора Александра Германовича Корепанова. В качестве музыкальной темы он выбрал мелодию песни «Родная Кама-река», написанной в 1952 году его отцом, знаменитым удмуртским композитором Германом Афанасьевичем Корепановым.
Мелодия гимна была официально утверждена 4 ноября 1993 года, однако долгое время он существовал без слов. Лишь в 2002 году был объявлен конкурс на создание текста. В состав жюри помимо автора музыки вошли историки, этнографы, писатели, композиторы, литераторы, журналисты, культурологи региона. Из 15 человек 14 проголосовали за вариант Алексея Александровича Шепталина и Татьяны Григорьевны Владыкиной, которые представили к рассмотрению два самостоятельных произведения на русском и удмуртском языках соответственно.

## Официальные тексты гимна
| Текст на удмуртском языке Автор: Т. Г. Владыкина Шунды сиос ӝуато палэзез, Юг ӟардон вуэ музъемам. Оскон тӧлпо — милемлы Куншетэд, Дан тыныд, Доре мынам! Припев: Югдыты, Быдӟым Инмаре, Кыдёкысь инвисъёсмес, Кыдаты выль шудбурмес, Эрико, йӧн бурдъёсмес! Тон кадь мусо вань меда дуннеос, Кужымед пыӵа ёзвиям. Ӟеч ивордэ гурлало туриос, Дан тыныд, Доре мынам! Припев: Югдыты, Быдӟым Инмаре, Кыдёкысь инвисъёсмес, Кыдаты выль шудбурмес, Эрико, йӧн бурдъёсмес! Дун ошмес ву жильыртэ шуръёсын, Волга-Кам — пачыл вирсэрам. Россиен ӵош кайгуын но данын Тон, Удмуртие мынам! Припев: Югдыты, Быдӟым Инмаре, Кыдёкысь инвисъёсмес, Кыдаты выль шудбурмес, Эрико, йӧн бурдъёсмес! | Текст на русском языке Автор: А. Шепталин Солнце горит в алых гроздьях рябин, Новый день встречает земля, Реет твой флаг над простором равнин, О Удмуртия моя! Припев: Воссияй, Отчизна моя, Счастьем путь нам озаряй! Да хранит Господь тебя, Расцветай, любимый край! Краше тебя нет на свете земли, Широки леса и поля, Весть о тебе вдаль несут журавли, Славься, Родина моя! Припев: Воссияй, Отчизна моя. Счастьем путь нам озаряй! Да хранит Господь тебя, Расцветай, любимый край! Каму и Волгу питала века Родников живая вода, В горе и славе с Россией всегда Ты, Удмуртия моя! Припев: Воссияй, Отчизна моя, Счастьем путь нам озаряй! Да хранит Господь тебя, Расцветай, любимый край! |